# Rajon Losowa
Der Rajon Losowa (ukrainisch Лозівський район/Losiwskyj rajon; russisch Лозовский район/Losowskyj rajon) ist eine 1923 gegründete Verwaltungseinheit innerhalb der Oblast Charkiw im Osten der Ukraine.
Der Rajon hat eine Fläche von 4027 km² und eine Bevölkerung von etwa 150.000 Einwohnern, der Verwaltungssitz befindet sich in namensgebenden Stadt Losowa, diese war jedoch bis Juli 2020 kein Teil des Rajons.
Am 17. Juli 2020 kam es im Zuge einer großen Rajonsreform zur Auflösung des alten Rajons und einer Neugründung unter Vergrößerung des Rajonsgebietes um die Rajone Blysnjuky und  Perwomajskyj sowie der unter Oblastverwaltung stehenden Städte Losowa und Perwomajskyj.

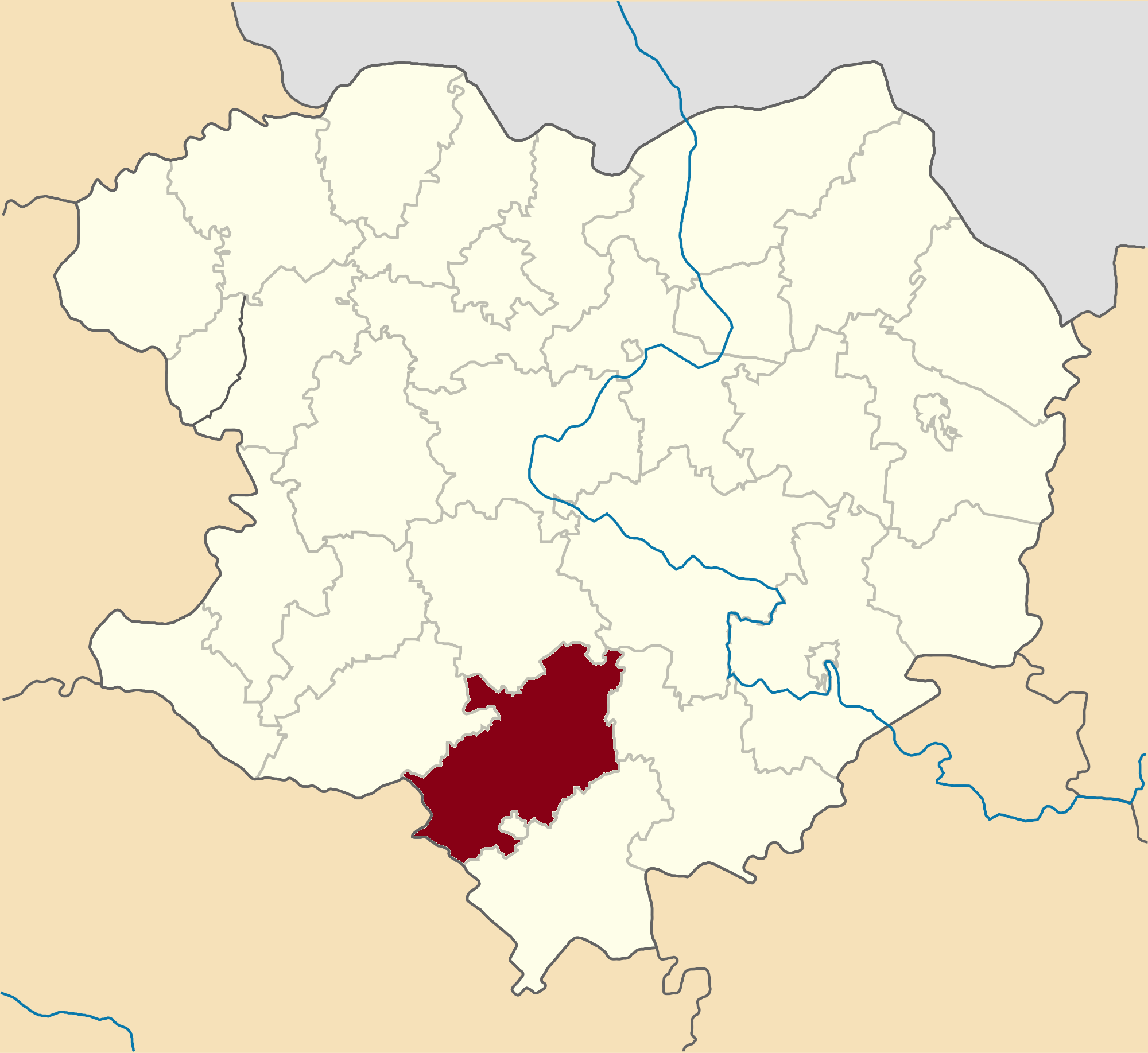
Rajonsgebiet bis Juli 2020
Rajonsgebiet ab Juli 2020

## Geographie
Der Rajon liegt im Süden der Oblast Charkiw. Er grenzt im Norden an den Rajon Tschuhujiw, im Nordosten und Osten an den Rajon Isjum, im Südosten an den Rajon Kramatorsk (in der Oblast Donezk gelegen), im Süden an den Rajon Synelnykowe (in der Oblast Dnipropetrowsk gelegen), im Südwesten an den Rajon Pawlohrad (Oblast Dnipropetrowsk) sowie im Westen und Nordwesten an den Rajon Krasnohrad.

## Administrative Gliederung
Auf kommunaler Ebene ist der Rajon in 5 Hromadas (2 Stadtgemeinden, 1 Siedlungsgemeinde, 2 Landgemeinden) unterteilt, denen jeweils einzelne Ortschaften untergeordnet sind.
Zum Verwaltungsgebiet gehören:
- 2 Städte
- 4 Siedlungen städtischen Typs
- 230 Dörfer
- 11 Ansiedlungen

Die Hromadas sind im Einzelnen:
- Stadtgemeinde Losowa
- Stadtgemeinde Perwomajskyj
- Siedlungsgemeinde Blysnjuky
- Landgemeinde Biljajiwka
- Landgemeinde Oleksijiwka

Bis Juli 2020 waren er in 2 Siedlungsratsgemeinden und 19 Landratsgemeinden unterteilt, denen jeweils einzelne Ortschaften untergeordnet waren.
Zum Verwaltungsgebiet gehörten:
- 2 Siedlungen städtischen Typs
- 76 Dörfer
- 6 Ansiedlungen

### Siedlungen städtischen Typs
| Siedlungen städtischen Typs | Siedlungen städtischen Typs | Siedlungen städtischen Typs     |
| Name                        | Name                        | Name                            |
| ukrainisch transkribiert    | ukrainisch                  | russisch                        |
| --------------------------- | --------------------------- | ------------------------------- |
| Krasnopawliwka              | Краснопавлівка              | Краснопавловка (Krasnopawlowka) |
| Orilka                      | Орілька                     | Орелька (Orelka)                |

### Dörfer und Siedlungen
| Dörfer                   | Dörfer     | Dörfer                | Dörfer            |
| Name                     | Name       | Name                  | Gemeindezuordnung |
| ukrainisch transkribiert | ukrainisch | russisch              | Gemeindezuordnung |
| ------------------------ | ---------- | --------------------- | ----------------- |
| Brajiliwka               | Браїлівка  | Браиловка (Brailowka) | Krasnopawliwka    |
| Myroniwka                | Миронівка  | Мироновка (Mironowka) | Krasnopawliwka    |
| Siedlungen               |            |                       |                   |
| Kinne                    | Кінне      | Конное (Konnoje)      | Kinne             |
| Lahidne                  | Лагідне    | Лагидное (Lagidnoje)  | Kinne             |